# Nikola Ljubičić
Nikola Ljubičić (srbsko Никола Љубичић), srbski general in politik, * 4. april 1916, † 13. april 2005.
Poleg vojaške kariere (partizanski poveljnik, komandant divizije KNOJ, obmejnih enot in beograjskega vojnega področja) je bil zvezni sekretar za ljudsko obrambo SFRJ (1967–82), nato je prešel v "civilno" politiko kot predsednik Predsedstva SR Srbije (1982–1984) in nato član predsedstva SFRJ iz SR Srbije do 1989.                                          Dosegel je čin armadnega generala.

## Življenjepis
Med drugo svetovno vojno je bil poveljnik 3. (srbske) brigade, načelnik štaba 2. proletarske brigade, namestnik poveljnika KNOJa,...